# Cleomenes lautus
Cleomenes lautus är en skalbaggsart som beskrevs av Holzschuh 1991. Cleomenes lautus ingår i släktet Cleomenes och familjen långhorningar. Inga underarter finns listade i Catalogue of Life.